# Kanton Lyon-IX
Der Kanton Lyon-IX war bis 2015 ein französischer Kanton im Arrondissement Lyon und in der französischen Region Rhône-Alpes. Er gehörte ursprünglich zum Département Rhône und umfasste einen Teil des 7. Stadtbezirks (frz.: 7e arrondissement) von Lyon. Der Kanton wurde abgeschafft, als die Métropole de Lyon zum Jahreswechsel 2014/2015 das Département Rhône als übergeordnete Gebietskörperschaft ablöste und die Kantone ihre Funktion als Wahlkreise verloren. Letzte Vertreterin im conseil général des Départements war Sandrine Runel (PS), sie folgte Mireille de Coster (ebenfalls PS, Amtszeit 2001–2008) nach.